# Simetrija C
Simetrija C pomeni simetrijo fizikalnih zakonov pri transformacijah, ki predstavljajo spremembo električnega naboja. Elektromagnetizem, gravitacija in močne interakcije sledijo simetriji C, šibke interakcije pa jo kršijo v veliki meri.
Zakoni elektromagnetizma so invariantni na spremembo naboja. Če se zamenja vsak naboj {\displaystyle q\,} z nasprotnim nabojem {\displaystyle -q\,} in se zamenja smeri električnega ali magnetnega polja, ostanejo vsi zakoni enaki po obliki in vsebini.
Transformacija naboja pomeni tudi, da se delce zamenja z njihovimi antidelci (zgled: elektron se zamenja s pozitronom).